# Ashmeadiella rhodognatha
Ashmeadiella rhodognatha là một loài Hymenoptera trong họ Megachilidae. Loài này được Cockerell mô tả khoa học năm 1924.